# 魔神英雄傳系列
魔神英雄傳系列（中国大陆曾有称为《魔神英雄坛》、《神龍鬥士》）是日昇動畫（後今萬代南夢宮影像製作，由旗下BN Pictures）製作的電視动画系列，分別是《魔神英雄傳》、《魔神英雄傳2》、《超魔神英雄傳》、《魔神英雄傳 七魂的龍神丸》、《魔神創造傳》。後來陸續發售OVA、漫画、小说、广播剧等一系列相關作品。

## 故事
故事描写主角小学四年级学生战部渡（戦部ワタル）作为“创界山”救世主拯救魔神世界的冒险故事。

## 主要作品
魔神英雄傳於1988年4月15日在日本首播共45集。魔神英雄傳2於1990年3月9日在日本首播共46集。超魔神英雄傳於1997年10月2日在日本首播共51集。
在臺灣：由中國電視公司首播《魔神英雄傳》和《魔神英雄傳2》（統稱《魔神英雄傳》），播出期間為1992年4月8日至1994年1月19日，主題曲由林家慶以原版主題曲填中文歌詞、中視兒童合唱團主唱；原為每週三下午五點整播出，後來提前至每週三下午四點三十分播出。1998年，傳訊電視大地頻道重播，第一次重新配音及翻譯。1999年，傳訊電視大地頻道首播《超魔神英雄傳》。2000年，台灣電視公司重播《超魔神英雄傳》。2007年11月6日衛視中文台重播《魔神英雄傳》，配音方面二度重新錄製，OP改為原曲（非中文翻唱版），未播放ED，但有播放次回預告；譯名大多更正與原文相近或相同（如：孫達陸→戰部渡、龍王號（中視）→龍神號（大地頻道）→龍神丸等）。2008年1月8日起重播《魔神英雄傳2》，配音及譯名部分沿用初代重播的新配音與新譯名；OP方面從第一話至最終話皆使用第一首OP（STEP BY STEP），從29話開始的第二首超激鬥篇OP（FIGHT!）並未播出；ED方面在31話前並未播出，從31話起每回片尾皆播放第一首ED（君に止まらない～MY GIRL, MY LOVE）。
在中国大陆：1993年首播《魔神英雄传》和《魔神英雄传2》（當時根據日文《魔神英雄伝》寫法，名稱一度被誤作為《魔神英雄壇》），2004年首播《超魔神英雄传》（被翻譯為《神龍鬥士》），全部由辽宁人民艺术剧院电视艺术制作中心译制。
在香港：無綫電視翡翠台分別於1990年首播《魔神英雄傳》，1992年首播《魔神英雄傳2》（被翻譯為《新魔神英雄傳》），2000年首播《超魔神英雄傳》（其香港首兩作主題曲各由鄭敬基和許志安主唱）。其中龍神丸對白「機會嚟啦！飛雲（機會來了！飛雲）」近年成為香港網絡潮語。

## 相关作品列表

### OVA
《真魔神英雄传 魔神山篇》（真 魔神英雄伝ワタル -魔神山編-）
1989年8月5日發售上集《救世主归来》（帰ってきた救世主）和1989年9月5日發售下集《复活！传说中的皇帝龙》（よみがえれ 伝説の皇帝龍）
《魔神英雄传 创界山英雄传说》（魔神英雄伝ワタル 創界山英雄伝説）
1990年3月5日發售的电视动画制作花絮。
《魔神英雄传 永恒传说》（魔神英雄伝ワタル 終わりなき時の物語）
1993年10月1日發售第1集《救世主再临》（救世主再び），1993年12日1日發售第2集《天部界风暴》（天部界の嵐），1994年2日1日第3集《永遠的传说》（永遠の伝説）。

### 漫画
《魔神英雄传 魔界突入物语》（魔神英雄伝ワタル外伝 魔界突入物語）
青木孝夫作畫，初期書名是，於《快樂快樂月刊》89年8月號到90年1月號連載，單行本由小學館於1990年4月發售共1冊（ISBN 978-4091416216），中文版由青文出版社代理。
《魔神英雄传2 魔神开发大决战》（魔神英雄伝ワタル2 魔神開発大決戦）
青木孝夫作畫，於《快樂快樂月刊》90年2月號到91年1月號連載，單行本共2冊，中文版由青文出版社代理。模型改装题材作品，与本篇故事没有关联。
《超魔神英雄传》
三鷹公一作畫，於《快樂快樂月刊》97年10月號到98年3月號連載，單行本共1冊於1998年發售（ISBN 978-4-09-142307-8）。
《超魔神英雄傳》
作畫，單行本共4冊由角川書店於1998年3月到1999年6月期間發售。
《超魔神英雄传外传》（超魔神英雄伝ワタル外伝）
作畫，單行本共1冊由學習研究社發售在1998年5月發售（ISBN 978-4056019254）。

### 电子游戏
《魔神英雄傳》
Hudson Soft於1988年8月30日發售的PC Engine平台動作遊戲。愛好者取向的遊戲。遊戲性普通，玩家評價不高。
《魔神英雄传外传》（魔神英雄伝ワタル外伝）
Hudson Soft於1990年3月23日發售的FC游戏机平台角色扮演遊戲。

萬普於1997年12月12日發售的Game Boy平台養成遊戲，《Fami通》470号的クロスレビュー給予25/40分評價。

萬普於1998年8月7日發售的Game Boy平台養成遊戲，《Fami通》504号的クロスレビュー給予25/40分評價。
《超魔神英雄传 ANOTHER STEP》（超魔神英雄伝ワタル ANOTHER STEP）
萬普於1998年4月23日發售的Playstation平台角色扮演遊戲，《Fami通》489号的クロスレビュー給予20/40分評價。以超魔神英雄傳的古代救世主「炎部渡」為主角。
《魔神英雄传-battle city》
《サンライズ英雄譚2》以及《SUNRISE WORLD WAR Fromサンライズ英雄譚》
PlayStation 4/PSvita/Switch《超級機器人大戰X》本系列作初參戰作品。
iOS/Android《超級機器人大戰X-Ω》2018年11月、第4期参戰作品追加登場。
iOS/Android《超級機器人大戰DD》2021年3月大型更新追加。

### 小说
《魔神英雄传ANOTHER STEP》
《魔神英雄传外传 虎神秘冒险 不能成为传说的三个小故事》
《虎王传说》
《魔界皇子虎王传》
《魔界皇子虎王传外传 虎BLUE FANTASY》
《超魔神传说》

### 广播剧CD
《虎王梦传说》
《魔神英雄传3》
分《浮游界篇》、《我的虎王》、《虎王传说》、《虎王的圣诞礼物》四篇
《魔神英雄传4》
分《火美子与虎王之物语》、《海火子的小恋曲》、《青年施巴拉古之冒险》、《渡和古拉马的舞台》、《创界山乐园》五篇
《魔神英雄传外传 PURE PURE HIMIKO》
《超魔神英雄传·翼剑物语》

### 舞台剧
《魔神英雄传3 See You Again》
《魔神英雄传 W復活祭 60分鐘環遊世界》

### 塑料模型
《阿達英雄傳》（パロ伝 〜パロD英雄伝〜）
角色由《魔神英雄傳》及《魔動王》的SD化機體組成，一共推出30款，又有不同形式限定版推出過。

## 評價
《魔神英雄傳》在推出時大受歡迎，當中《魔神英雄傳2》播映更屢獲獎項。由於《魔神英雄傳》與《SD高達》風格相類，加上兩者均有推出模型系列，《魔神英雄傳》曾一度被視為《SD高達》對手，成為日本動漫界經典作品之一。
近來復刻經典角色風氣熾熱，模型界亦陸續推出《魔神英雄傳》角色模型，包括「robot魂系列」龍神丸、龍王丸及邪虎丸等角色。
首映30週年前夕，魔神英雄傳更被列入超級機器人遊戲中可操作機體，加上新動畫的推出，人氣大漲。